# Yan Zi
Yan Zi (født 12. november 1984 i Sichuan, Kina) er en professionel tennisspiller fra Kina.
Yan Zi højeste rangering på WTA single rangliste var som nummer 40, hvilket hun opnåede 5. maj 2008. I double er den bedste placering nummer 4, hvilket blev opnået 10. juli 2006.